# Arbrå distrikt
Arbrå distrikt är ett distrikt i Bollnäs kommun och Gävleborgs län. Distriktet ligger omkring Arbrå i mellersta Hälsingland. 

## Tidigare administrativ tillhörighet
Distriktet inrättades 2016 och utgörs av Arbrå socken i Bollnäs kommun.
Området motsvarar den omfattning Arbrå församling hade 1999/2000.

## Tätorter och småorter
I Arbrå distrikt finns två tätorter och sju småorter.

### Tätorter
- Arbrå
- Vallsta

### Småorter
- Flästa
- Forneby
- Forsbro
- Hovsätter
- Oppigården
- Orbaden
- Parten och Hov